# Tom Martinsen
Tom Martinsen, auch Tom Børge Martinsen (* 1957 in Hamar, Norwegen; † 18. Juli 2019), war ein norwegischer Opernsänger (Tenor).

## Leben
Nach seinem Abitur in Hamar studierte er an der Hochschule für Musik in Oslo und der Opernschule in Stockholm. Seine Lehrer waren unter anderem Nicolai Gedda, Tito Gobbi und Peter Pears. 1981 debütierte er an der Königlichen Oper in Stockholm. Er war Ensemblemitglied am Stadttheater Koblenz (1986–1988) und am Musiktheater im Revier, Gelsenkirchen (1988–1993) sowie seit 1991 an der Semperoper in Dresden. Darüber hinaus gastierte Martinsen auf zahlreichen Bühnen in der ganzen Welt. Er starb überraschend im Juli 2019 im Alter von 62 Jahren.